# 丁烯沙林
丁烯沙林（CRS）是G系列内一种剧毒的有机磷神经性毒剂。CRS像其他神经性毒剂一样，会不可逆转地抑制乙酰胆碱酯酶。然而，因为所抑制的酶很快老化，所以它不能被肟活化剂活化。